# Тіан Тала
Тіан Тала (пом. 1696) — тридцять перший правитель королівства Лансанг.
Походив зі шляхетного роду, але не був пов'язаний з королівською родиною. Зробив кар'єру при дворі, сягнувши посади головного міністру за правління короля Сурінья Вонґса.
Зійшов на трон 1694 року після смерті Сурінья Вонґса, взявши собі за дружину його молодшу дочку. Тіан Тала не мав авторитету ані при дворі, ані серед народу, оскільки майже ніхто не визнавав його права на престол. Його правління тривало близько року, після чого його повалив Нан Тарат, двоюрідний брат Сурінья Вонґса та губернатор Сікоттабонгу.
Помер Тіан Тала, ймовірно, 1696 року.